# Nesoenas
Nesoenas é um gênero de aves da família dos pombos e das rolinhas, a Columbidae. Geralmente estão incluídas nele espécies de rolas ou pombos típicos (Columba). Por aqueles que o aceitaram, foi geralmente tratado como monotípico, contendo apenas a pomba-rosada (N. mayeri) da ilha Maurício.

## Espécies
- Nesoenas picturata
- † Nesoenas rodericana (pombo-de-rodrigues), extinta (antes de 1690?)
- Nesoenas mayeri (pomba-rosada)
- † Nesoenas cicur, extinta
- † Nesoenas duboisi, extinta (c. 1700)